# Monte Vettore
Il Monte Vettore (dal latino "victor", «vincitore», in quanto "supera gli altri monti della Catena Sibillina"), con i suoi 2.476 metri di altitudine è il rilievo montuoso più alto del massiccio dei Monti Sibillini e tra le cime più importanti dell'Appennino. Il Vettore è la montagna più alta e riconoscibile delle Marche, in quanto la cima più alta del gruppo montuoso ricade nel comune di Arquata del Tronto (provincia di Ascoli Piceno), e anche del parco nazionale dei Monti Sibillini. All'ombra della vetta è presente un circo glaciale che ospita il piccolo Lago di Pilato, unico lago naturale della regione.

## Descrizione

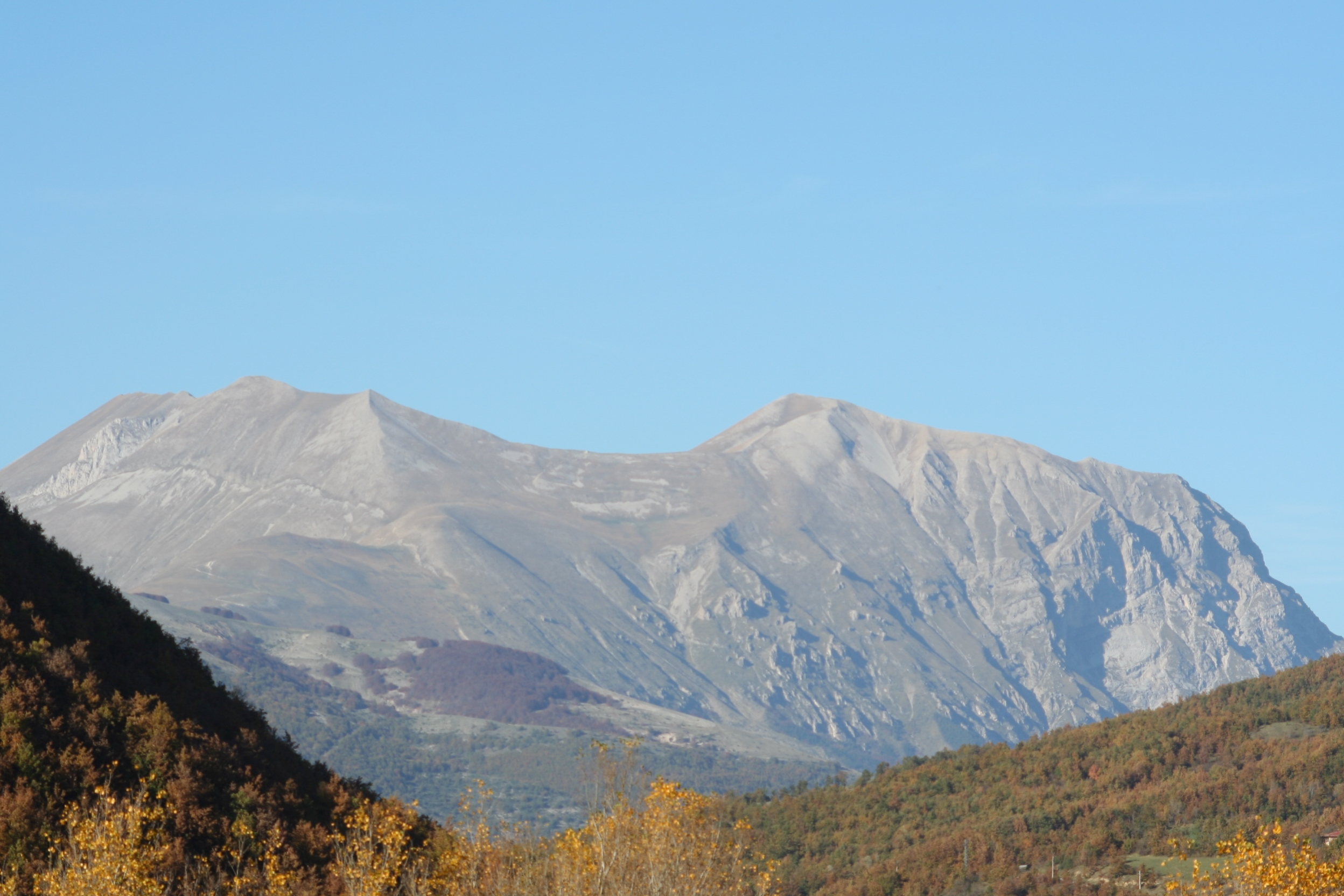
Monte Vettore, versante di Arquata del Tronto

Situato nell'appennino umbro-marchigiano al confine tra Umbria e Marche, il gruppo del Vettore presenta tre versanti ricadenti in comuni diversi: quello occidentale di Norcia (Umbria), quello meridionale di Arquata del Tronto e quello orientale di Montegallo (Marche); la cresta nordovest si collega alle altre cime dei Monti Sibillini delimitando lo spartiacque Tirreno-Adriatico. Sul lato nord, il gruppo risulta diviso dalla Valle dell'Aso, fiume che nasce a Foce di Montemonaco. Visto dall'alto, infatti, il gruppo montuoso ha una caratteristica forma ad "U" che comprende diverse cime, seguendo l'arco da ovest a est: Quarto San Lorenzo, Cima del Redentore (2.448 m), Pizzo del Diavolo (2.410 m), Cima del Lago (2.423 m), Monte Vettoretto (2.032 m), il Vettore stesso e Monte Torrone (2.102 m).
La vetta principale offre una vista molto ampia che raggiunge tutte le regioni dell'Italia centrale: oltre alla vista sulle altre cime dei Sibillini e dell'appennino umbro-marchigiano, è possibile infatti ammirare i Monti della Laga e il Gran Sasso a sud-est, il Terminillo a sud-ovest, i Monti Gemelli, il litorale marchigiano fino al Mare Adriatico ad est; nelle giornate limpide è facile scorgere altri massicci dell'Abruzzo come il Velino e la Maiella, ma anche alcune montagne del versante tirrenico come l'Amiata e il Pratomagno in Toscana e il Cimino nel Lazio.
A ovest è però la Cima del Redentore a dominare il panorama, affacciandosi sull'altopiano di Castelluccio di Norcia noto per le coltivazioni di lenticchia e per la Fioritura. Sul lato sud, presso la Forcella delle Ciaule, si trova il rifugio Tito Zilioli (2.238 m s.l.m.); il bivacco è stato ricostruito a seguito del sisma del centro Italia ed è attualmente gestito dal C.A.I. di Ascoli Piceno.
Alla testata della Valle dell'Aso, sotto la parete del Pizzo del Diavolo, si scorge dalla vetta il Lago di Pilato a 1.941 metri di quota. Sebbene sia alimentato principalmente dalla fusione delle nevi e le sue dimensioni massime non superino i 400 metri in diametro, questo piccolo lago di origine glaciale è di grande interesse tra i naturalisti e i biologi, ospitando tuttora un endemismo peculiare: il Chirocefalo del Marchesoni, una specie autoctona di gambero dal colore rossastro che raggiunge una lunghezza di 9–12 mm.

## Geologia
Il Monte Vettore è un massiccio calcareo le cui rocce appartengono alla serie umbro-marchigiana ed espone soprattutto la porzione del Giurassico con un buon record fossile di Ammoniti e Gasteropodi. Strutturalmente, il Vettore rappresenta la porzione più elevata del sovrascorrimento dei Monti Sibillini, attivo nel Miocene, sulla fascia pedemontana a est. Durante il Quaternario, con il sollevamento della catena appenninica, le fasi glaciali hanno modellato i versanti nord mentre i sistemi di faglie normali a ovest hanno dato origine alle depressioni intermontane come i Piani di Castelluccio. L'attività tettonica di tipo estensionale è testimoniata da morfologie evidenti come il Cordone del Vettore ("Sentiero delle Fate"), una scarpata di faglia riattivatasi con il sisma del 2016.

### Storia sismica
Sebbene la zona sia storicamente nota per l'elevata sismicità, la riattivazione del sistema di faglie Vettore-Bove all'origine del Terremoto del Centro Italia è stata quasi inaspettata per la lunghezza dei tempi di ritorno; ora sappiamo che il sistema di faglie è responsabile di almeno sei terremoti con Mw≥6.6 dalla fine dell'ultimo periodo glaciale, e tra questi è stato identificato anche il terremoto del 443 d.C. di cui sono noti danni ai monumenti di Roma.
La sequenza sismica del 2016-2017 ha causato la distruzione di un elevato numero di centri abitati tra Lazio, Marche e Umbria (Accumoli, Amatrice, Arquata del Tronto, Castelsantangelo sul Nera, Norcia, Visso, Ussita e tanti altri) e la morte di 299 persone nella notte del primo sisma, il 24 agosto 2016.

## Accesso alla vetta

### Escursionismo
È possibile raggiungere a piedi la vetta del Vettore mediante due percorsi escursionistici: tramite il sentiero 101 partendo dal valico di Forca di Presta, oppure dalla chiesa di Santa Maria in Pantano, nei pressi della frazione Colle di Montegallo, tramite il sentiero 131.
| Partenza               | Percorso | Difficoltà | Distanza | Ascesa | Discesa | Rifugio/Bivacco      | Note                                                                    |
| ---------------------- | -------- | ---------- | -------- | ------ | ------- | -------------------- | ----------------------------------------------------------------------- |
| Forca di Presta        | 101      | E          | 5 km     | 895 m  | 0 m     | Rifugio Tito Zilioli | Rifugio Zilioli completamente ricostruito tra Settembre e Dicembre 2020 |
| Santa Maria in Pantano | 131      | EE         | 6,2 km   | 1305 m | 85 m    |                      | Sentiero chiuso perché gravemente danneggiato sisma ottobre 2016        |

### Alpinismo
Il Monte Vettore offre alcune attrattive agli alpinisti per la presenza di una grande parete rivolta a sud-est. La prima via aperta sulla parete del Vettore è la Marsili-Trentini-Cicchetti che risale al 1928 (1000 m, III+), discontinua, ma di sicuro interesse storico e paesaggistico; a questa è seguita la Bachetti-Spinelli che sale ancora più direttamente e senza un percorso obbligato fino alla vetta (1000 m, III); tali itinerari sono interessanti anche nella stagione fredda offrendo salite molto impegnative. Allo Scoglio dell'Aquila è presente una via classica, la Florio-Capponi lungo lo spigolo sud-est (200 m, IV).

## Leggende
Il Cordone del Vettore, che si presenta come una fascia trasversale di roccia nuda e ghiaia, veniva anche chiamato Sentiero delle Fate: narra la leggenda che una volta le fate della montagna (forse al servizio della Maga Sibilla) si fossero trattenute troppo a lungo nelle danze con i giovani di Pretare e, per non essere sorprese dalla luce dell'alba che avrebbe rivelato la loro natura semi-umana, fuggirono con tanta foga da scavare una mulattiera solo con le loro zampe di capra. A Pretare, frazione di Arquata del Tronto, nel giorno di san Rocco si fa rivivere quest'antica ed originale leggenda, nota sia agli studiosi delle tradizioni popolari sia ai valligiani: un gruppo di giovani donne, vestite da fate, raggiunge lentamente il centro del paese da una strada di campagna, e arrivate alla piazza danno inizio alle danze.
Storie misteriose come queste, diffuse nei monti Sibillini, sono testimonianza di culture pagane in parte sopravvissute al Cristianesimo mescolandosi. Un esempio è il vicino Lago di Pilato, che faceva parte di quei luoghi "magici" tappa di pellegrinaggio per i negromanti tra medioevo e rinascimento; secondo una leggenda poco accreditata, il corpo di Ponzio Pilato era infatti finito nel lago dopo essere stato gettato su un carro di buoi in fuga. Specchi d'acqua inaccessibili e cavità presenti nel territorio erano perciò considerate accessi al regno dell'oltretomba, come quella di cui parla Virgilio nel sesto canto dell'Eneide.

## Galleria d'immagini

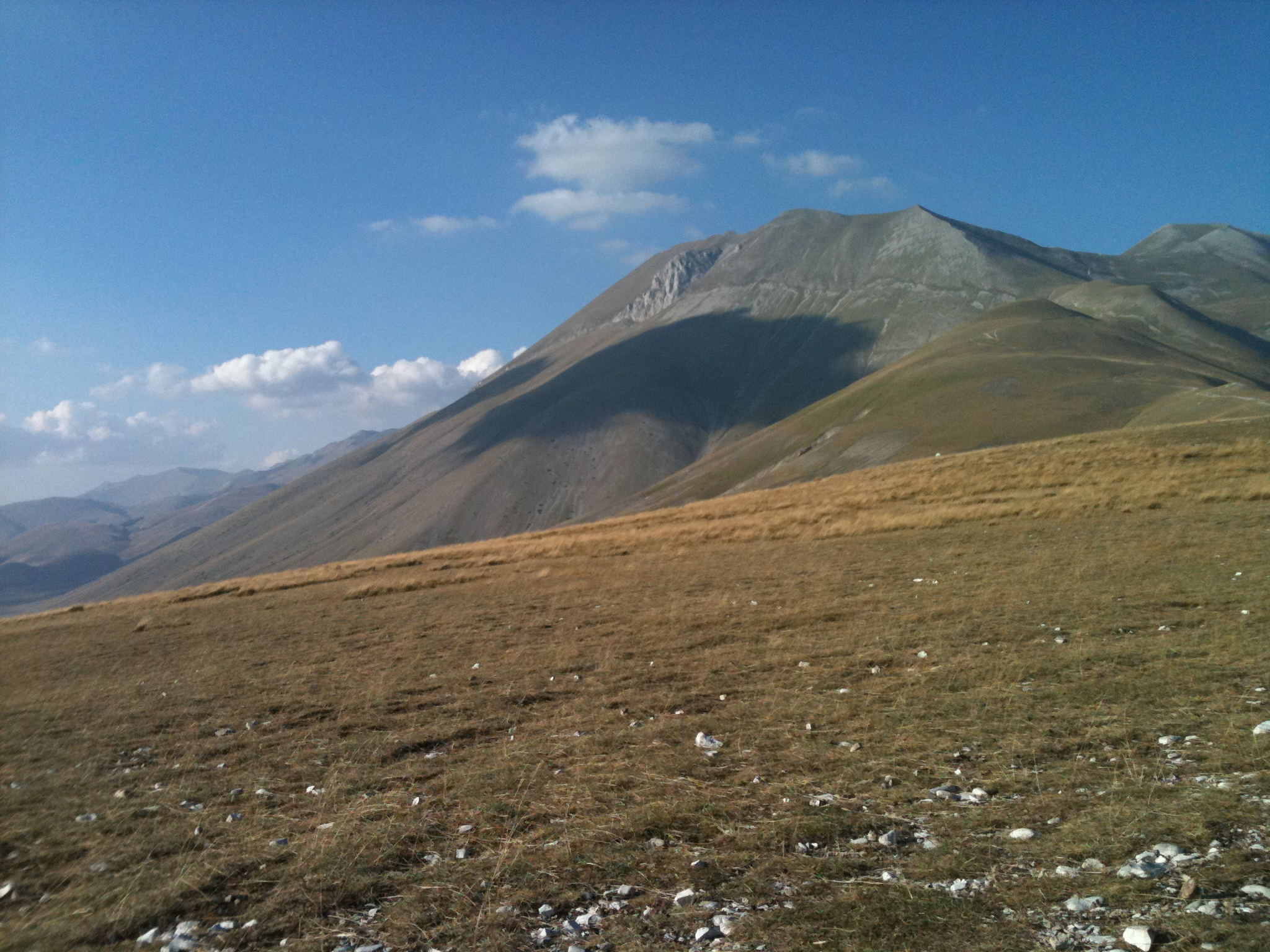
Monte Vettore, versante umbro
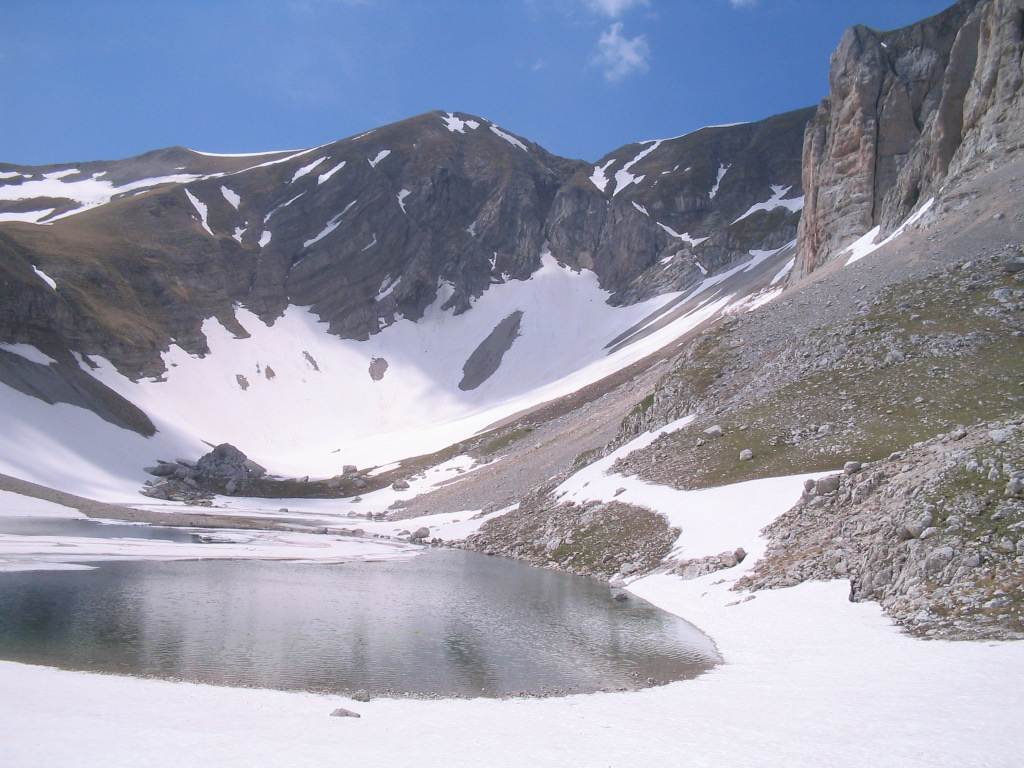
Cima del Lago e Lago di Pilato
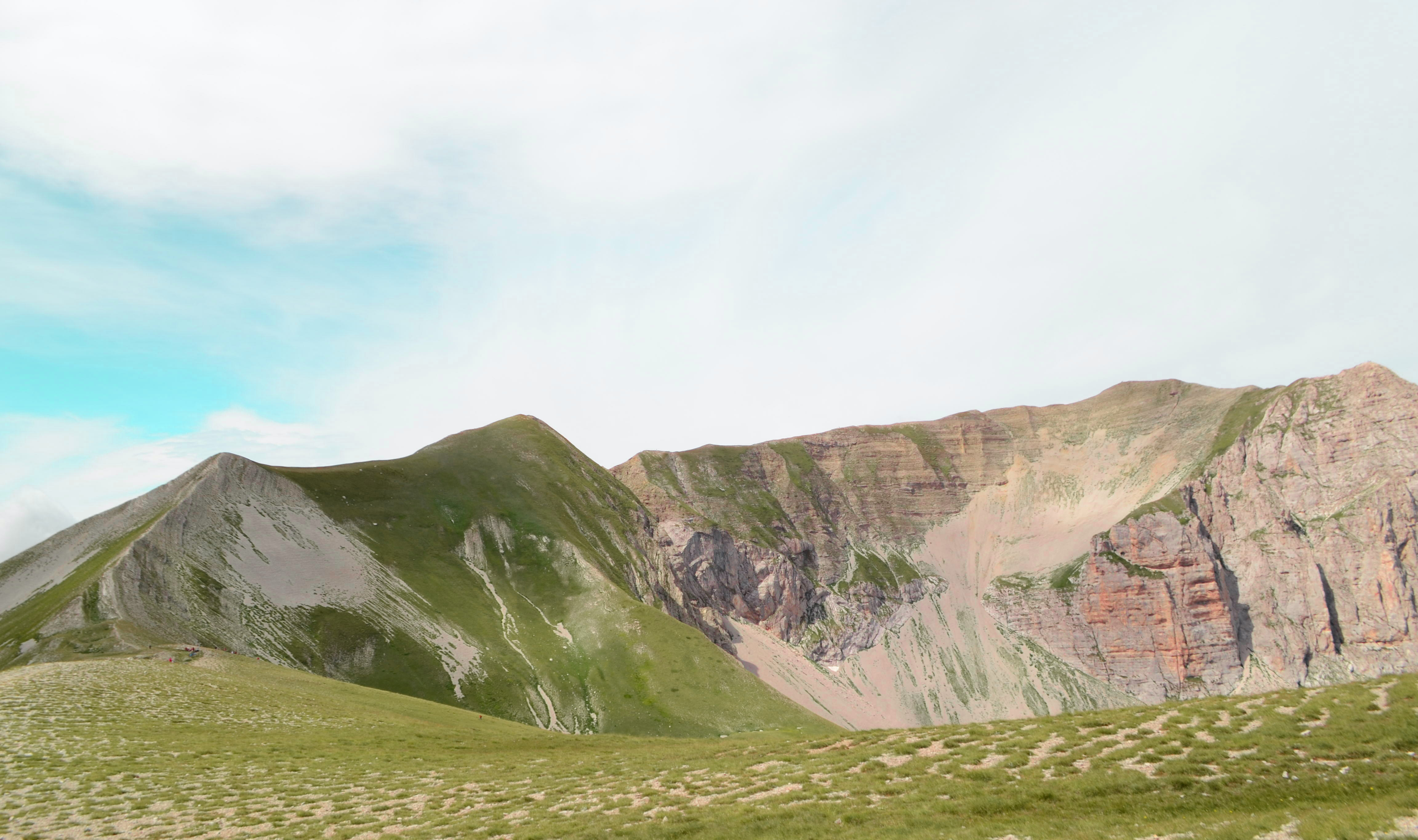
Cresta ovest culminante con la Cima del Redentore
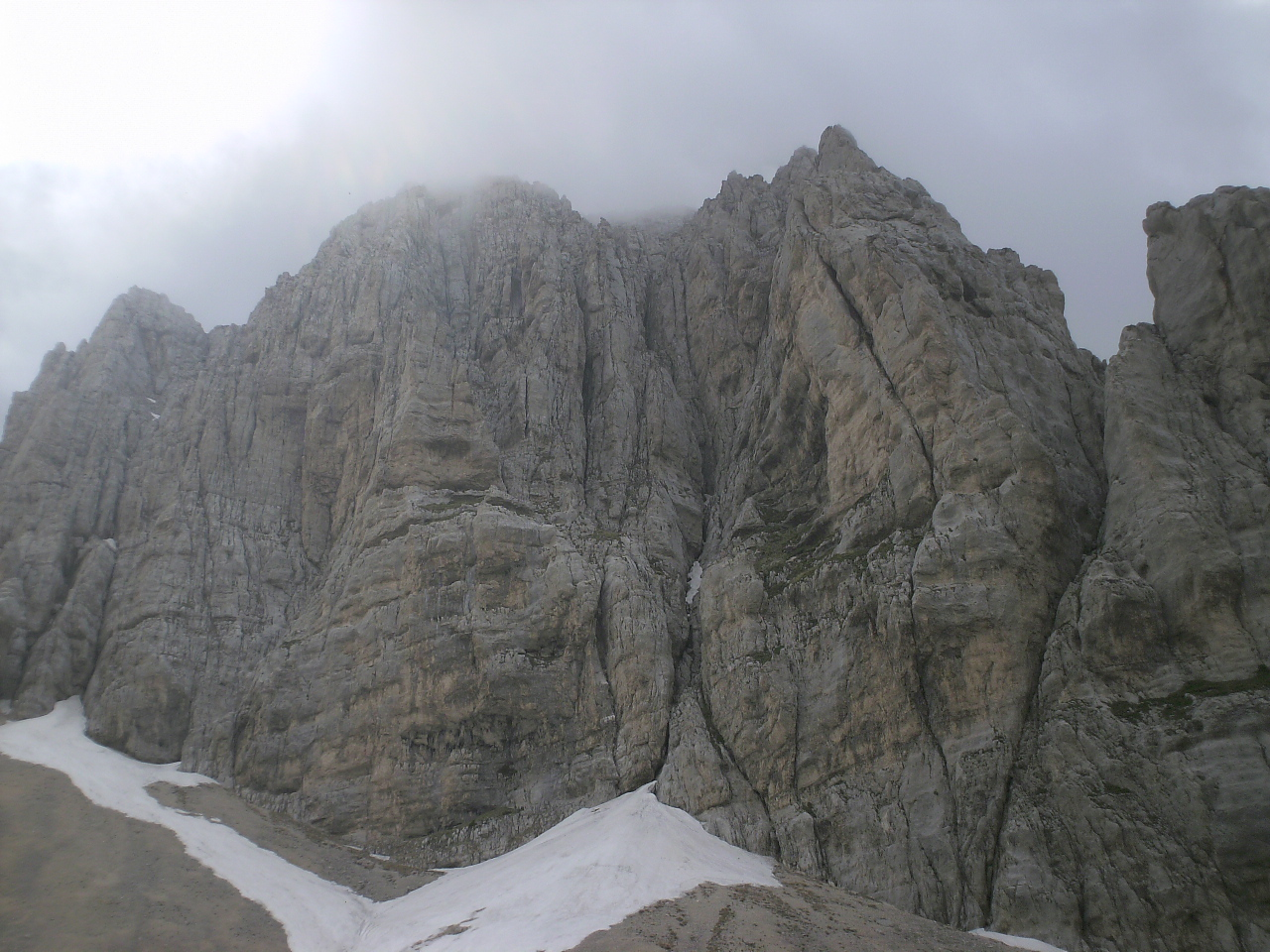
Pizzo del Diavolo visto dal Lago di Pilato
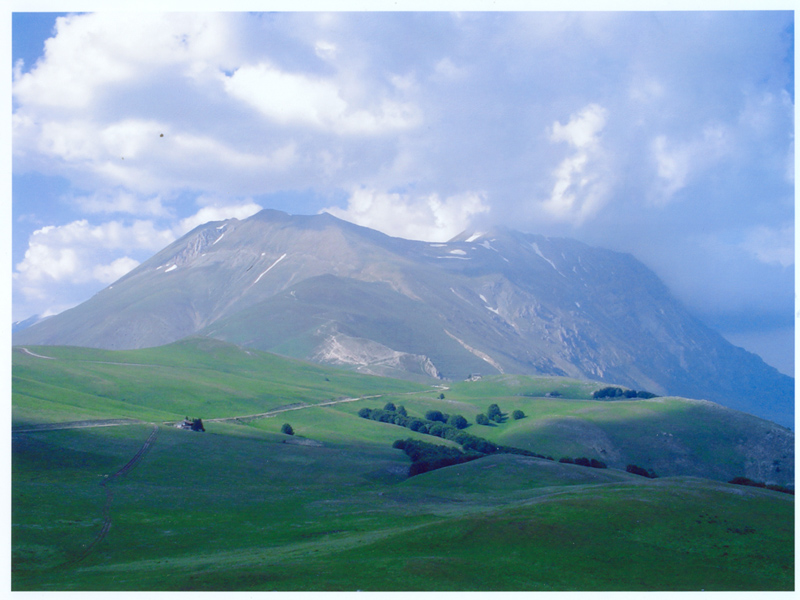
Il Monte Vettore visto da Forca di Presta
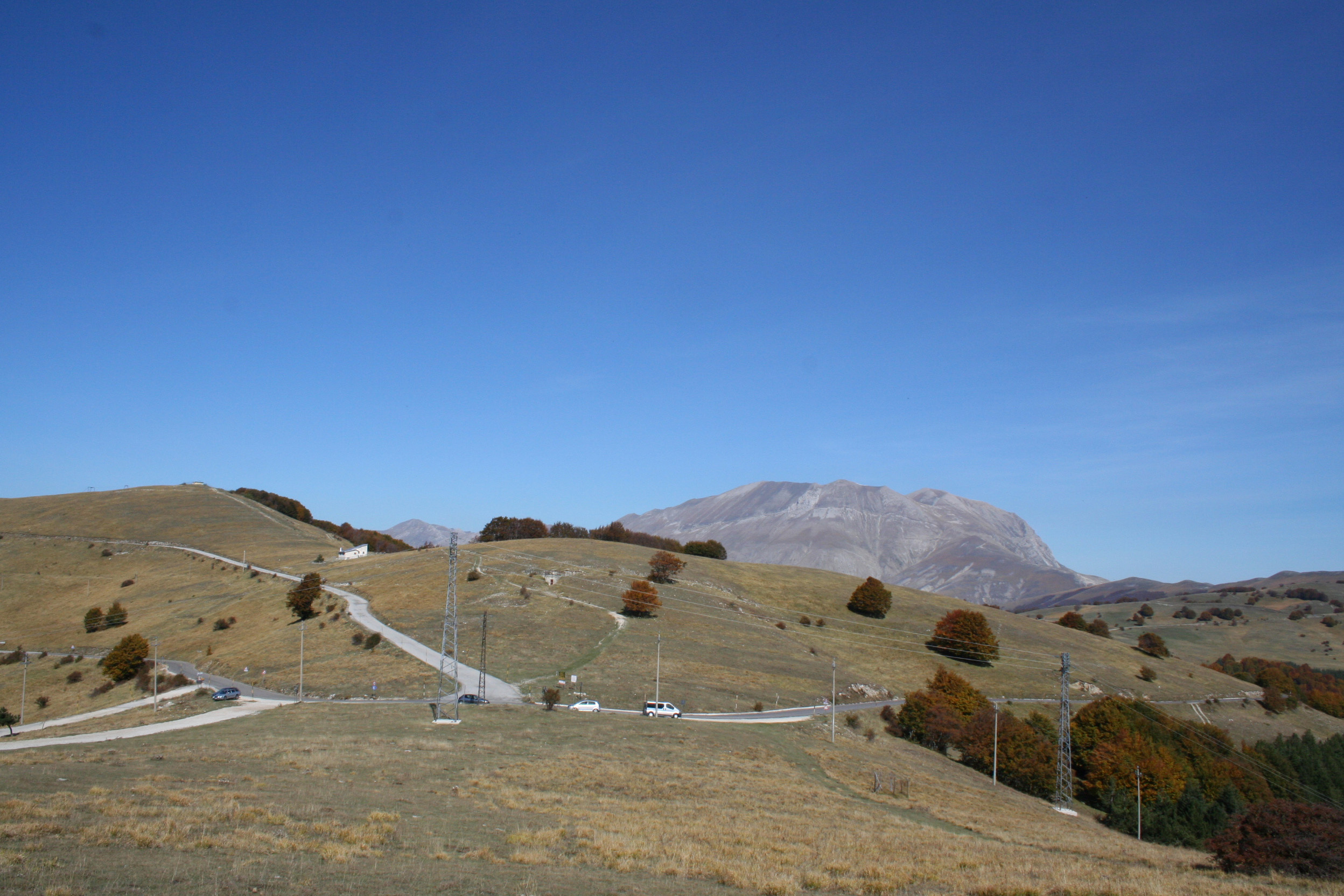
Il Monte Vettore visto da Forca Canapine
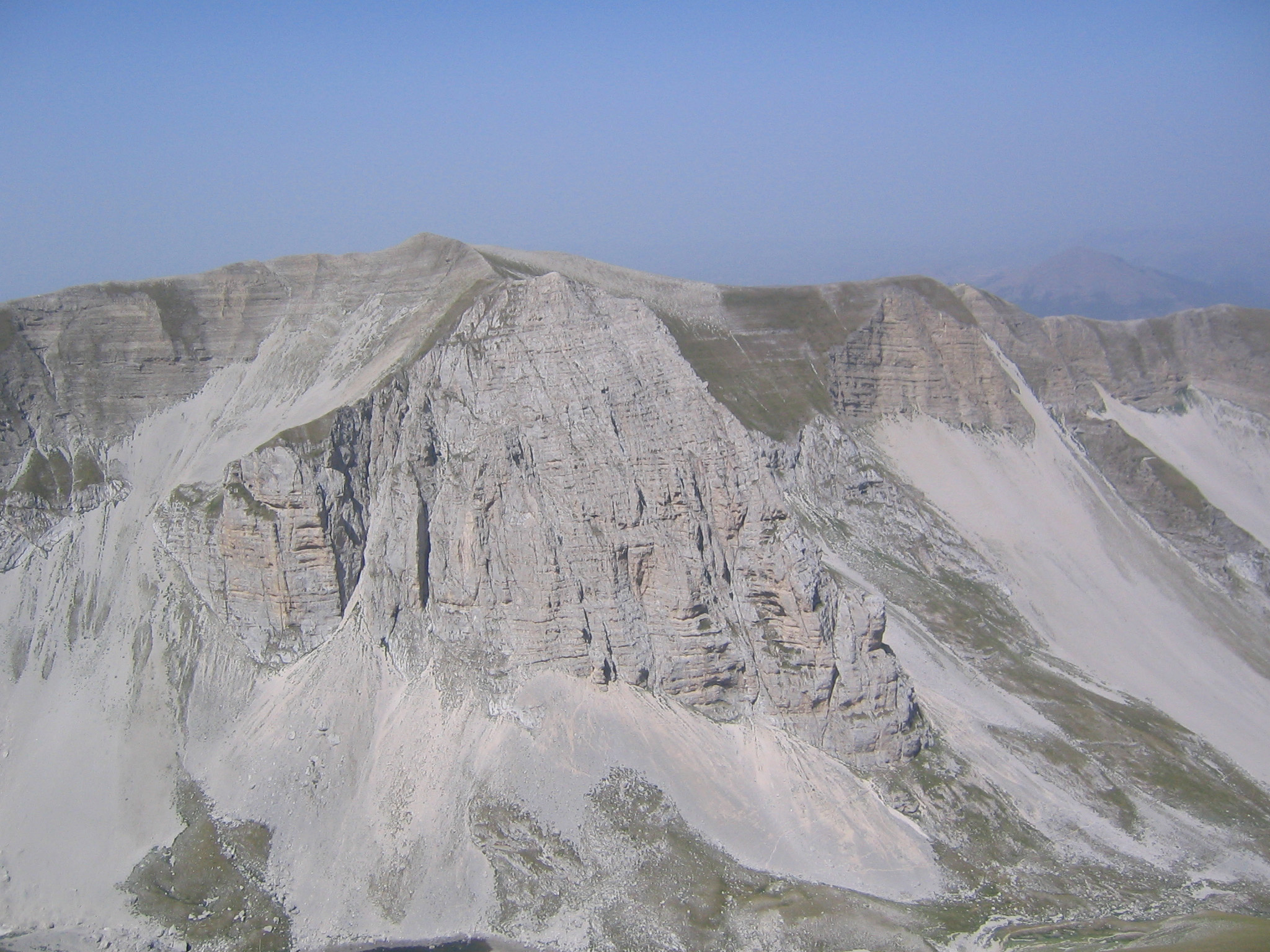
Pizzo del Diavolo visto dalla cima del Vettore